# Ardilleux
Ardilleux korábbi község Franciaországban, Deux-Sèvres megyében. Lakosainak száma 183 fő (2016. január 1.). Ardilleux Bouin, Chef-Boutonne, Hanc, Loubigné, Melleran és Chef-Boutonne községekkel határos.
2019. január 1-jén három másik korábbi községgel egyesült és az így létrejött Valdelaume új község része lett.

## Népesség
A település népességének változása:
| Lakosok száma | 170  | 179  | 183  |
|               | 2013 | 2015 | 2016 |